# Vajkmártonfalva
d͡ʑ
Vajkmártonfalva (szlovákul Lúčnica nad Žitavou) község Szlovákiában, a Nyitrai kerületben, a Nyitrai járásban. Vajk és Zsitvamártonfalva települések egyesítésével jött létre.

## Fekvése
Nyitrától 23 km-re délkeletre, a Zsitva jobb partján fekszik.

## Élővilága

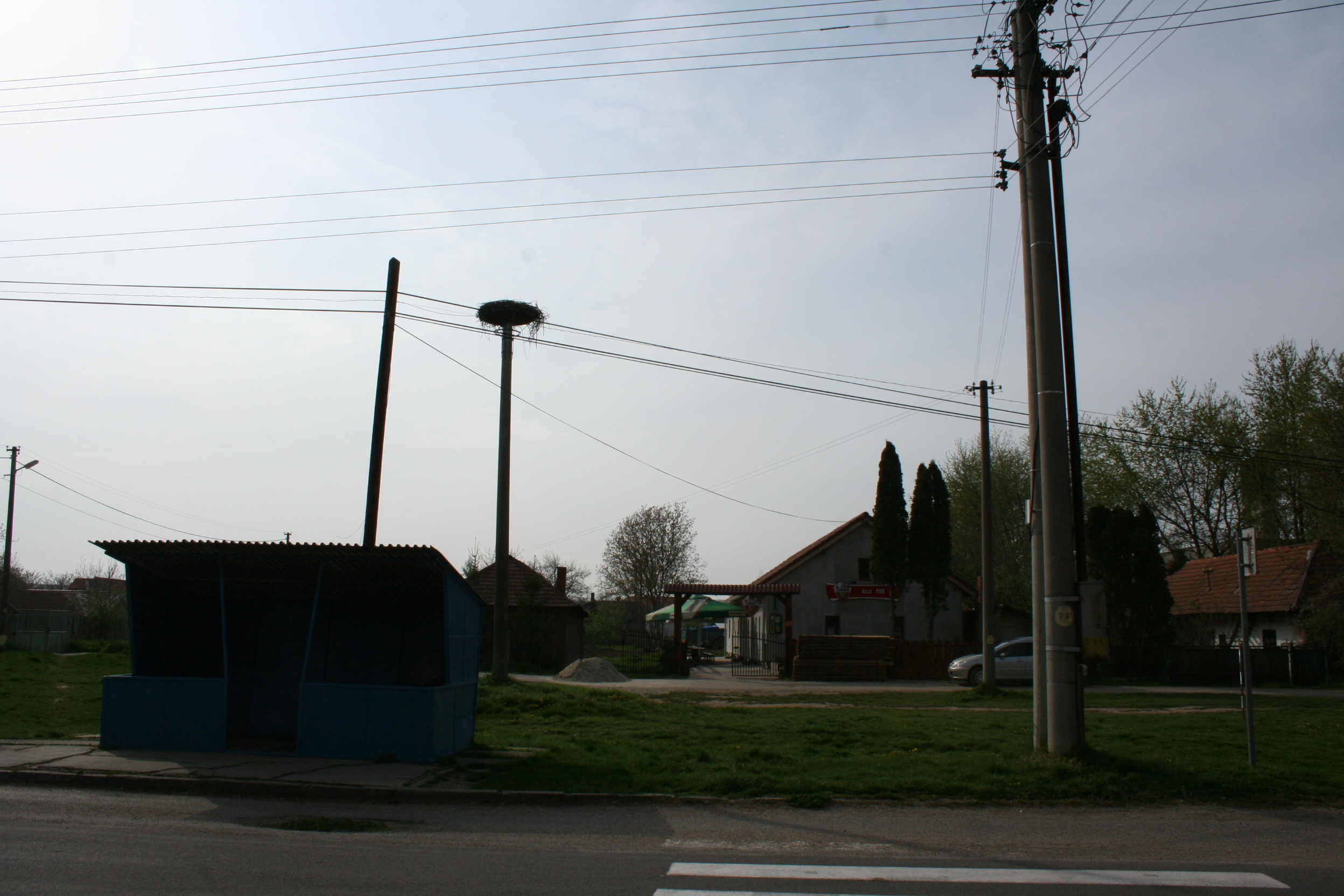
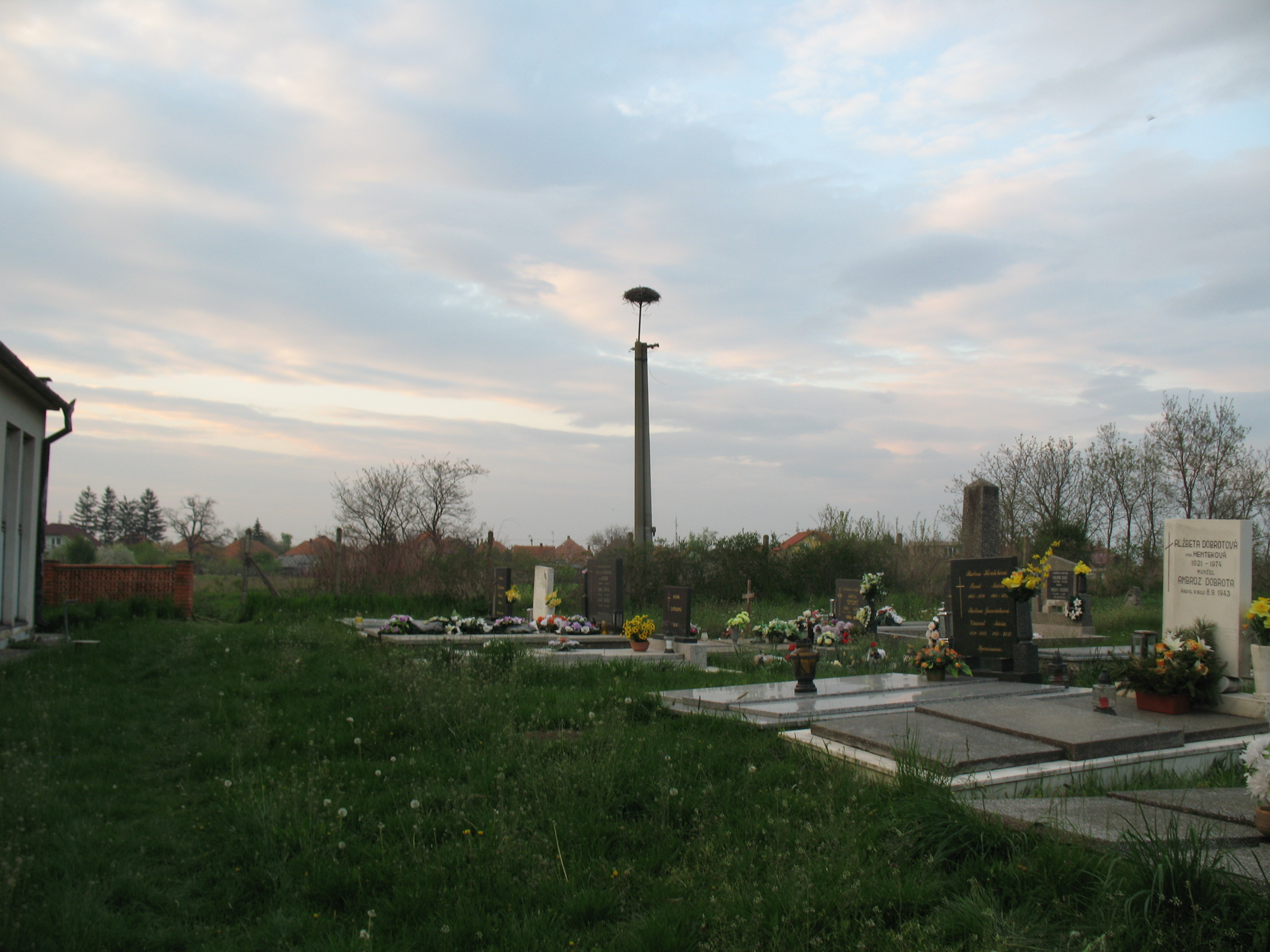
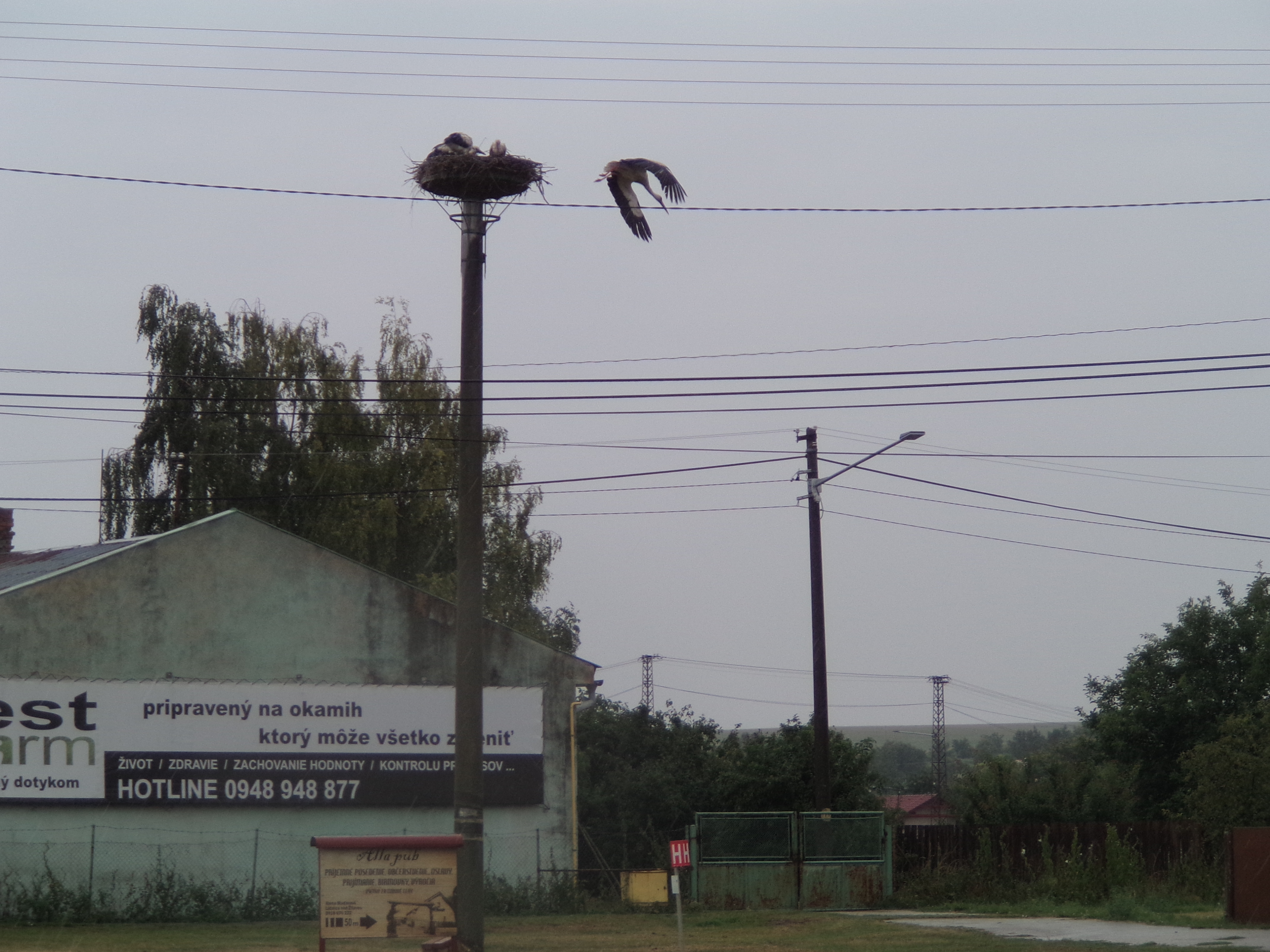
2016
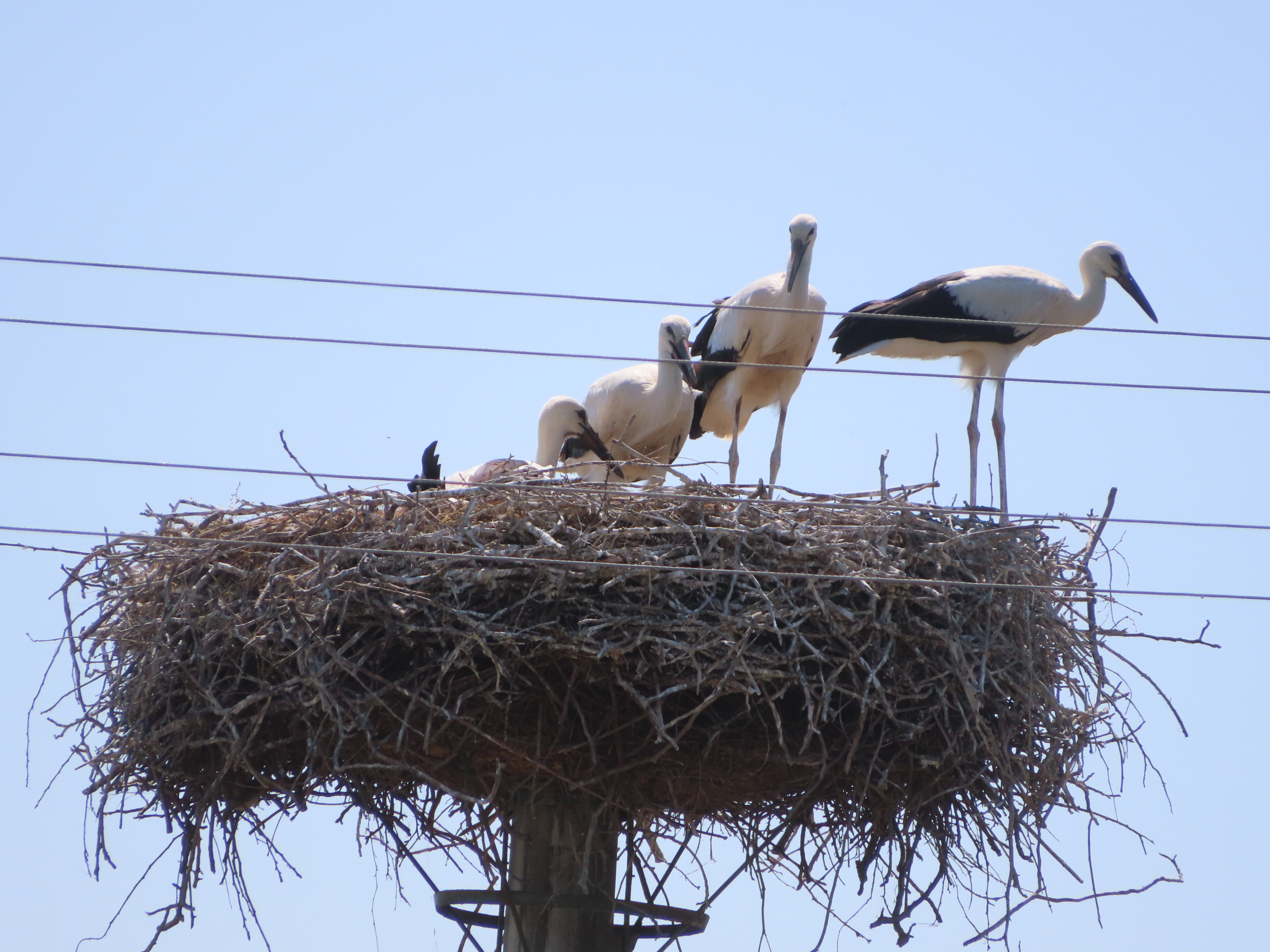
2023
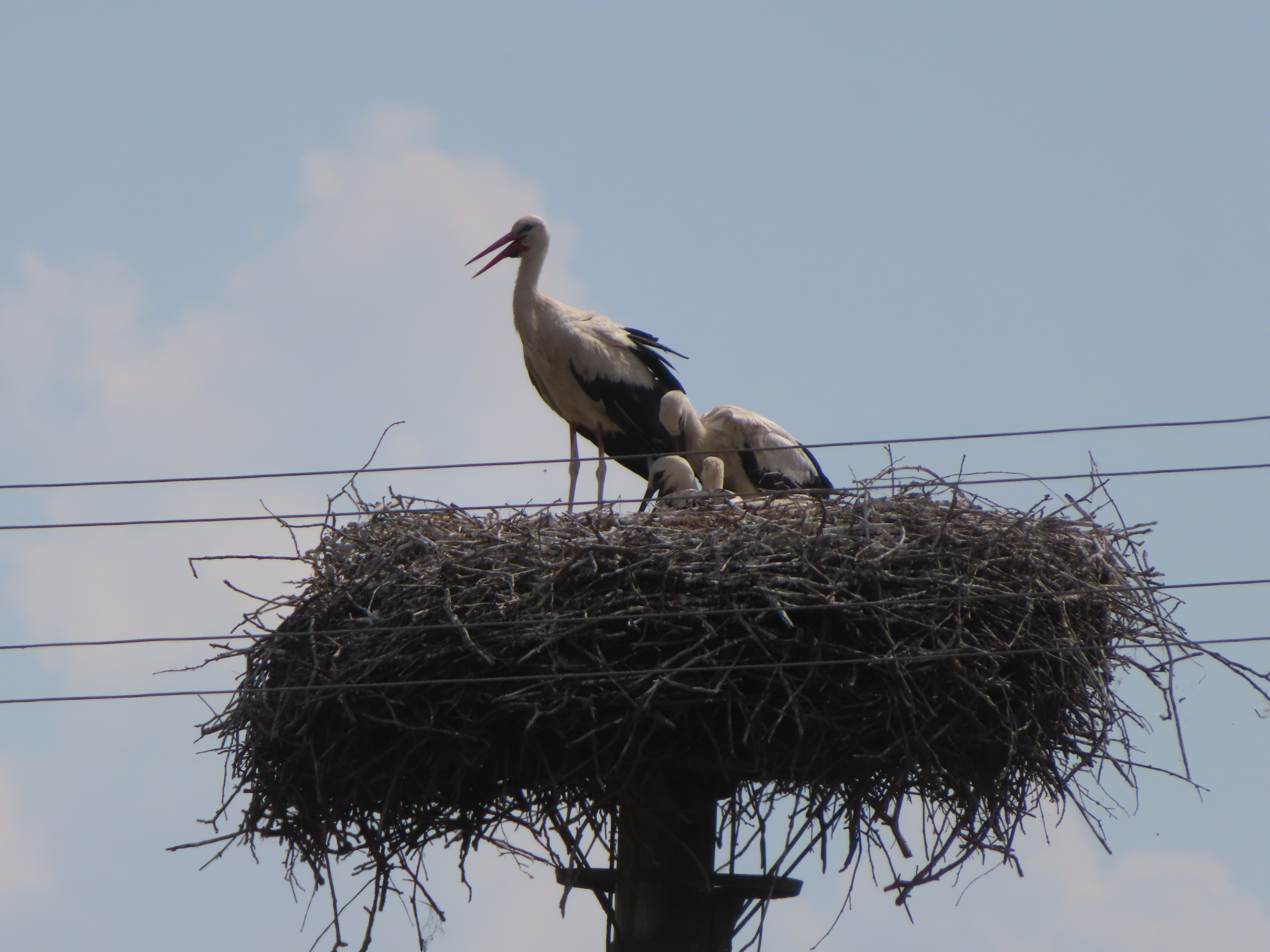
2024
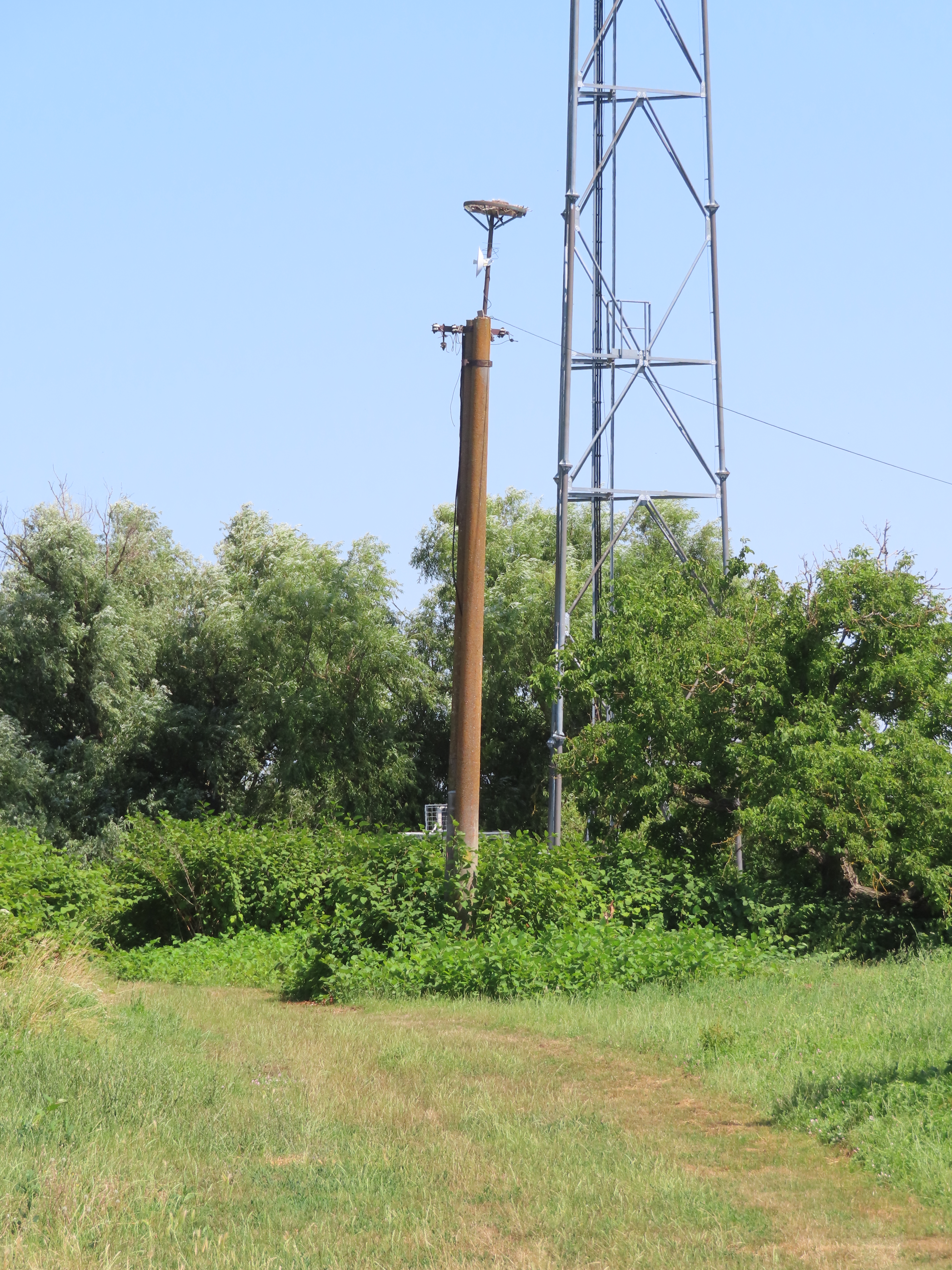

A faluban két gólyafészket (az ideiglenes játszófészkeket nem számolva) tartanak nyilván. A vajki fészekben 2015-ben 2, 2016-ban 4, 2017-ben 3, 2019-ben, 2021-ben és 2023-ban 4, 2024-ben 3 fiókát számoltak össze.

## Története

### Mártonfalva
Mártonfalva első írásos említése 1437-ből származik "Martonfalva" néven. Ekkor királyi birtok volt, a Ludányi család zálogbirtoka. A 16. században a Solymosi, Ghyczy és más nemes családoké tulajdonában állt. Az 1533 ki dicalis összeírás szerint, az első járásban, melynek szolgabirája Fóris Imre volt,-i a nemesség kezén volt a telepules.  Nyitravármegye az összes fegyverszüneti és békeokiratokban, mint a király területe szerepelt, 1554—1569-ig folyton-folyvást be-betörtek a törökök és számos falut meghódoltattak. 1554-ben, a dicalis összeírások szerint Martonfalva hódolt terület volt.  Mikor 1608-ban a zsitva-toroki béke létrejött, Nyitra vármegyében az 1595 előtt való állapot állíttatott vissza - hatvan falut az Commissarius Urak Becsi pacificatio continensiája szerint Komáromban az töröknek adtanak négy vármegyéből. A hódolt terület, mely az esztergomi szandzsákhoz osztatott be, két „tartományból" állott: a nyárhidiból és a verebélyiből.  A települést a verebélyi tartományba soroltak. (XCIII. 1618. márcz. 4. Articulus turcicus. ) A 18.–19. században a Botka, Kéres, Nagy és más családoké. 1554-ben felégette a török. 1750-ben 32 család élt a településen. 1787-ben 47 házában 265 lakos élt. 1828-ban 57 háza és 399 lakosa volt, akik főként mezőgazdasággal foglalkoztak. 1876-ban a Zsitva völgyi településeket is árvíz sújtotta, mindkét falu károkat szenvedett. 1881-tol van iskola  a településen es ennek felszerelésére a b. e. Simor János bíboros 100 frtot adományozott. Egyes források szerint itt született  Bársony György Püspök
Vályi András szerint „MÁRTONFALVA. Tót falu Nyitra Várm. földes Urai több Urak, lakosai többfélék, fekszik Vajknak szomszédságában, és annak filiája, határja középszerű.”
Fényes Elek szerint „Martonfalva, vegyes tót-magyar falu, Nyitra vmegyében, a Zsitva mellett, 343 kath., 12 ref., 18 zsidó lak. F. u. többen. Ut. p. Verebély.”
Nyitra vármegye monográfiája szerint „Mártonfalu, zsitvavölgyi község, melynek magyar lakosai részben eltótosodtak. Számuk 275, vallásuk r. kath. Posta és vasuti állomás Szent-Mihályúr, táviró Mánya. 1437-ben királyi birtok volt. Később a Veöröss, Szeghő és Nagy-családok voltak a földesurai.”
A trianoni békeszerződésig Nyitra vármegye Érsekújvári járásához tartozott. 1938 és 1945 között újra Magyarország része.

### Vajk
Vajk első írásos említése 1113-ból, a zoborhegyi apátság birtokainak leírásából származik "Wochoi" alakban. 1247-ben "Wajka", 1287-ben "Voyk" néven szerepel a korabeli forrásokban. A zoborhegyi apátság és Szolgagyőr várának birtoka volt. 1286-ban visszaszállt a királyra, majd a 17. századig a gímesi uradalom része volt.  A 18. században a Boronkay, Boros és Vass családok birtoka. 1386-ban és 1424-ben vámját is említik. A 16. században a törökök a falu egy részét elpusztították. 1715-ben 11 háztartása adózott. 1787-ben 43 házában 375 lakos élt. 1812-ben 317 lakosa volt. 1828-ban 57 házában 396 lakos élt. Lakói főként mezőgazdasággal foglalkoztak, később a közeli nagybirtokokon dolgoztak.
Vályi András szerint „VAJK. Tót falu Nyitra Várm. földes Ura Boros Uraság; határjának földgye, réttye jó, fája van, szőleje termékeny, legelője elég."
Fényes Elek szerint „Vajk, Nyitra m. vegyes magyar-tót falu, a Zsitva mellett, ut. p. Verebélyhez 1 órányira: 405 kath., 6 zsidó lak. F. u. többen."
Nyitra vármegye monográfiája szerint „Vajk, zsitvamenti tót község, 563 r. kath. lakossal. Postája és táviró állomása Verebély. A n.-surány-kistapolcsányi vasútnak egyik állomása. Csinos kath. temploma 1763-ban épült és fallal van körülvéve. Kegyura a vallásalap. A községben van Boronkay Lászlónak barokk-modorban épült régi, szép nemesi kuriája, mely mellett szép, nagy park terül el; ugyanitt van uradalma, csinos, mintaszerü gazdasági épületeivel és a Zsitván egy legújabb rendszerü, kitünően felszerelt malma. Az urilak tágas, boltozott helyiségei előkelő ízléssel vannak berendezve. A község földesura a Boronkayak előtt a Vass-család volt, a XIII. században azonban a szolgagyőri vár birtokai közé tartozott."
A trianoni békeszerződésig Nyitra vármegye Nyitrai járásához tartozott. 1938 és 1945 között újra Magyarország része.

## Népessége
| Év:            | 1994. | 2004.   | 2014.   | 2024.   |
| -------------- | ----- | ------- | ------- | ------- |
| Emberek száma: | 951   | 911     | 917     | 985     |
| Eltérés:       |       | -4,20 % | +0,65 % | +7,41 % |

| Év:            | 2023. | 2024.   |
| -------------- | ----- | ------- |
| Emberek száma: | 986   | 985     |
| Eltérés:       |       | -0,10 % |

Vajknak 1880-ban 512 lakosából 437 szlovák, 29 magyar, 21 német anyanyelvű, 5 idegen és 20 csecsemő, ebből 490 római katolikus, 18 zsidó és 4 református vallású volt. Zsitvamártonfalvának 327 lakosából 203 szlovák, 79 magyar, 6 német, 28 egyéb anyanyelvű és 11 csecsemő, ebből 314 római katolikus, 7 református és 6 zsidó vallású volt.
1890-ben Vajknak 563 lakosából 476 szlovák, 59 magyar, 27 német és 1 román anyanyelvű volt. Ugyanakkor Zsitvamártonfalvának 275 lakosából 103 magyar, 162 szlovák és 10 német anyanyelvű volt.
1900-ban Vajk 589 lakosából 511 szlovák, 61 magyar és 17 német anyanyelvű. Zsitvamártonfalva 276 lakosából 199 szlovák, 69 magyar és 8 német anyanyelvű volt.
1910-ben Vajknak 684 lakosából 585 szlovák, 93 magyar és 6 német anyanyelvű, míg Zsitvamártonfalvának 293 lakosából 132 szlovák, 128 magyar és 33 egyéb anyanyelvű (cigány) volt.
1921-ben Vajkon 668 csehszlovák és 85 magyar, míg Zsitvamártonfalván 155 magyar és 141 csehszlovák volt.
1930-ban Vajkon 764 csehszlovák és 21 magyar, míg Zsitvamártonfalván 104 magyar és 247 csehszlovák volt.
1941-ben Vajkon 800 szlovák és 67 magyar, míg Zsitvamártonfalván 174 magyar és 158 szlovák volt.
1970-ben 1429 lakosából 1410 szlovák és 13 magyar volt.
1980-ban 1257 lakosából 1238 szlovák, 9 magyar, 5 ismeretlen nemzetiségű és 4 cseh volt.
1991-ben 986 lakosából 973 szlovák és 6 magyar volt.
2001-ben 926 lakosából 910 szlovák és 9 magyar volt.
2011-ben 894 lakosából 873 szlovák és 5 magyar volt.
2021-ben 957 lakosából 6 (+2) magyar, 885 (+8) szlovák, 4 (+2) cigány, 9 (+2) egyéb és 53 ismeretlen nemzetiségű volt.

## Híres személyek
- Itt szolgált Látecska Ede Endre (1891-1956) bencés tanár, plébános.

## Nevezetességei

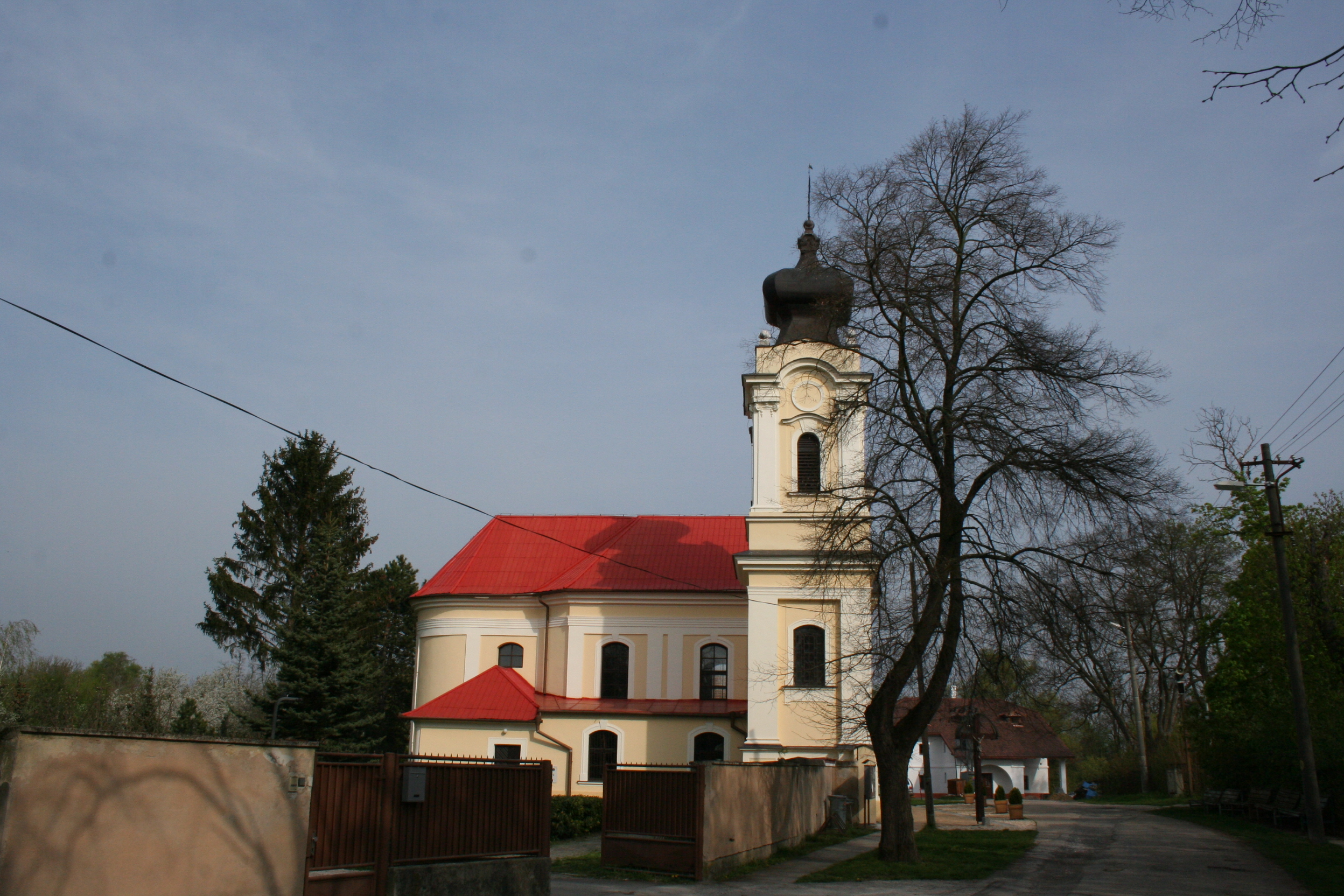
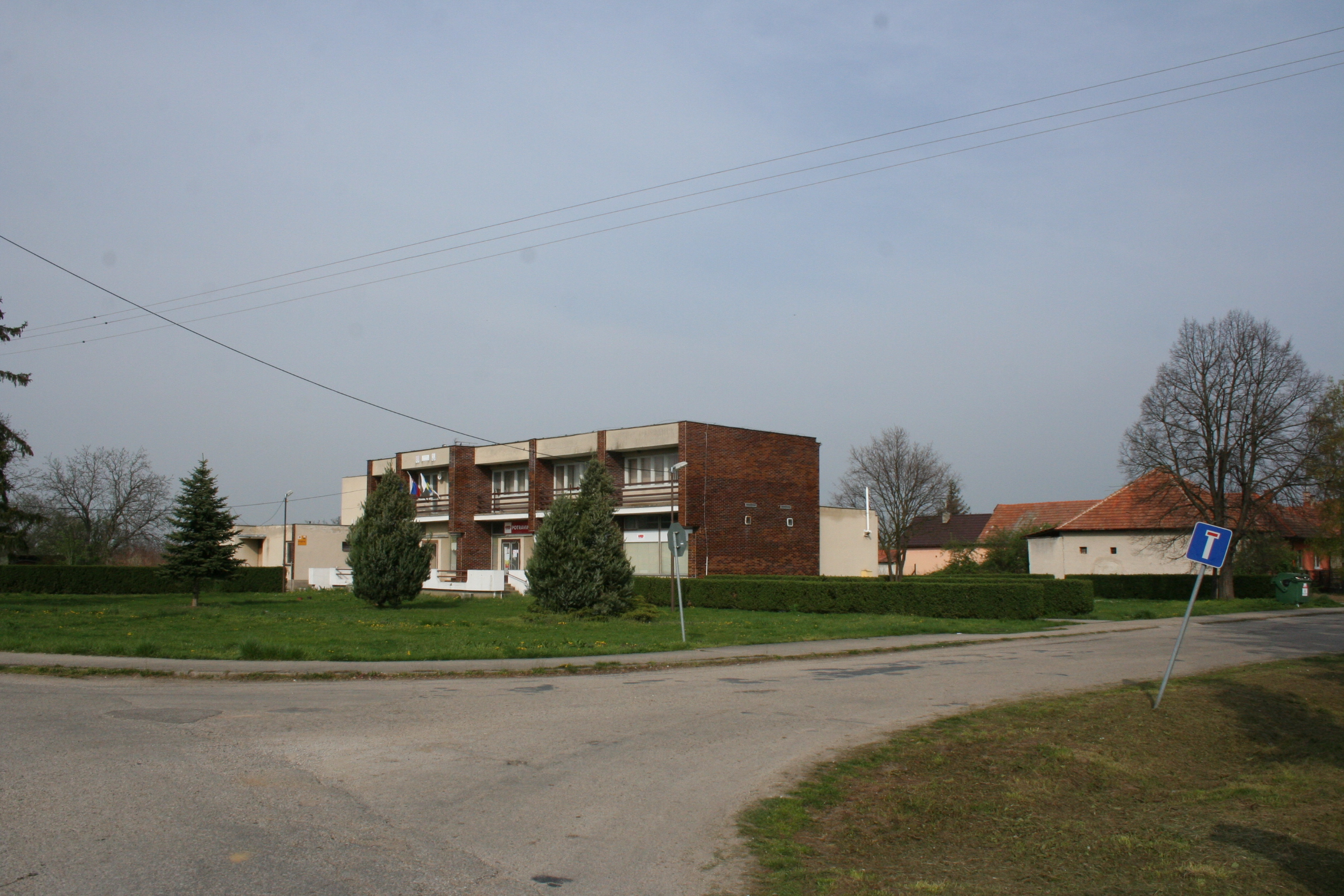
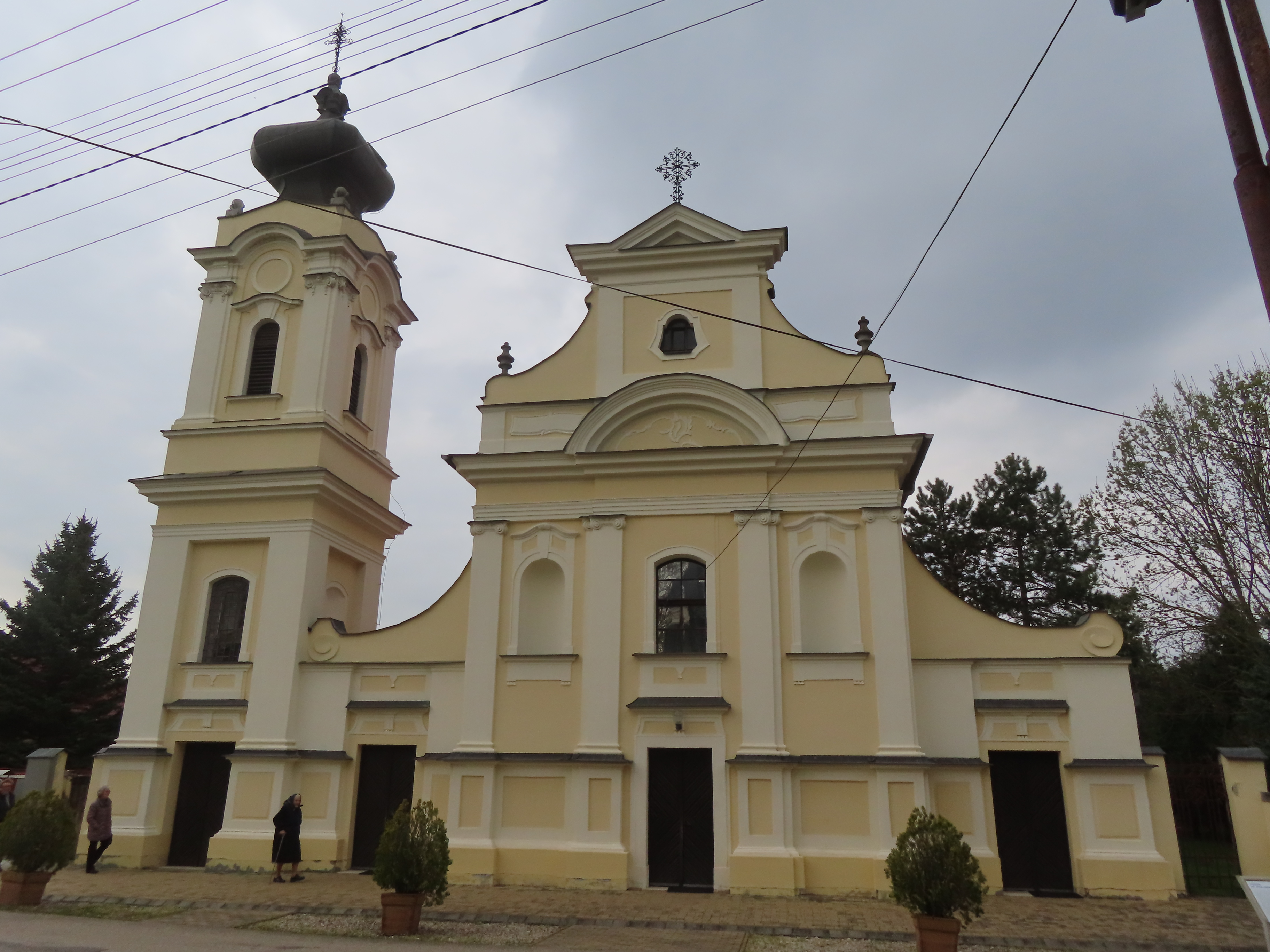
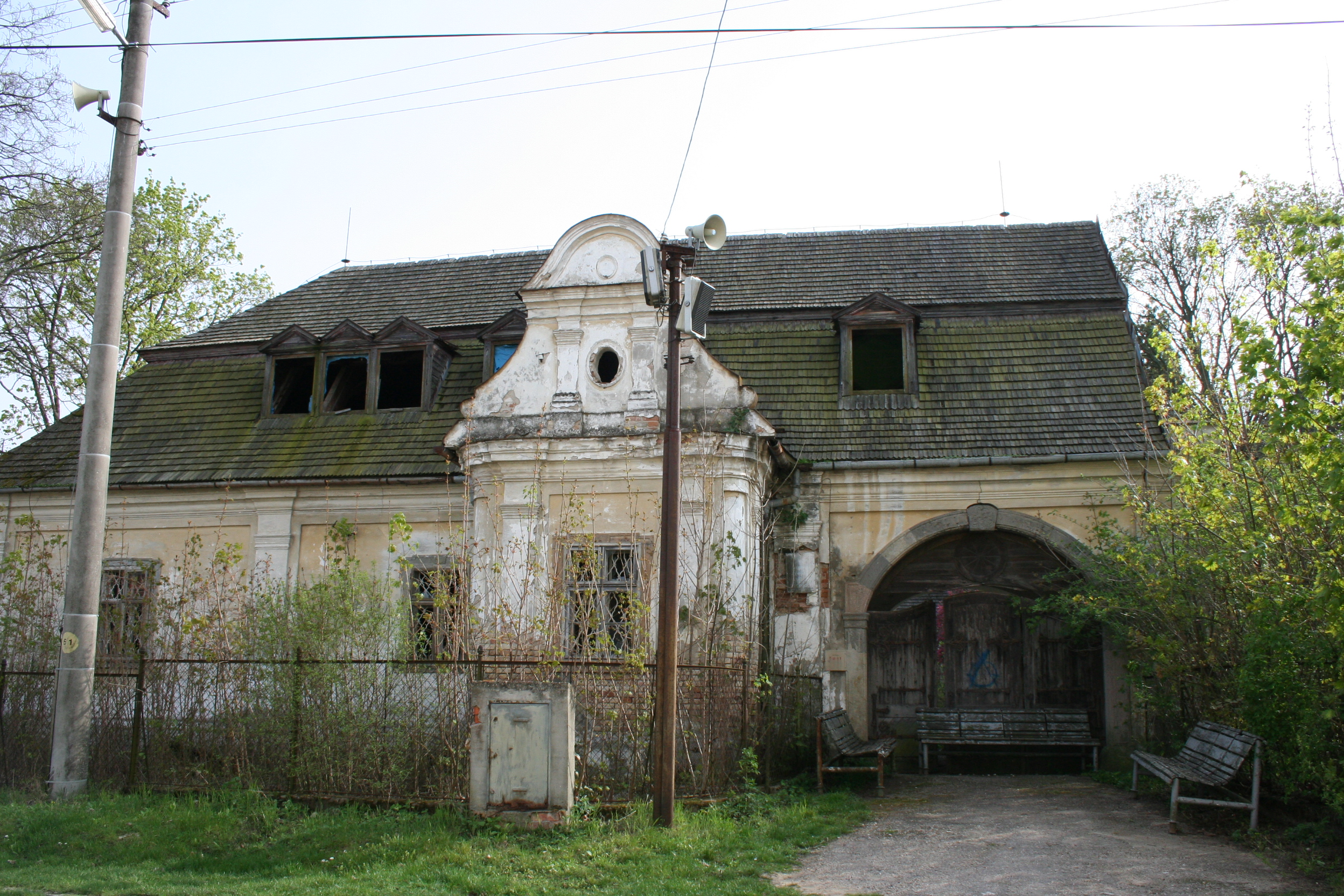
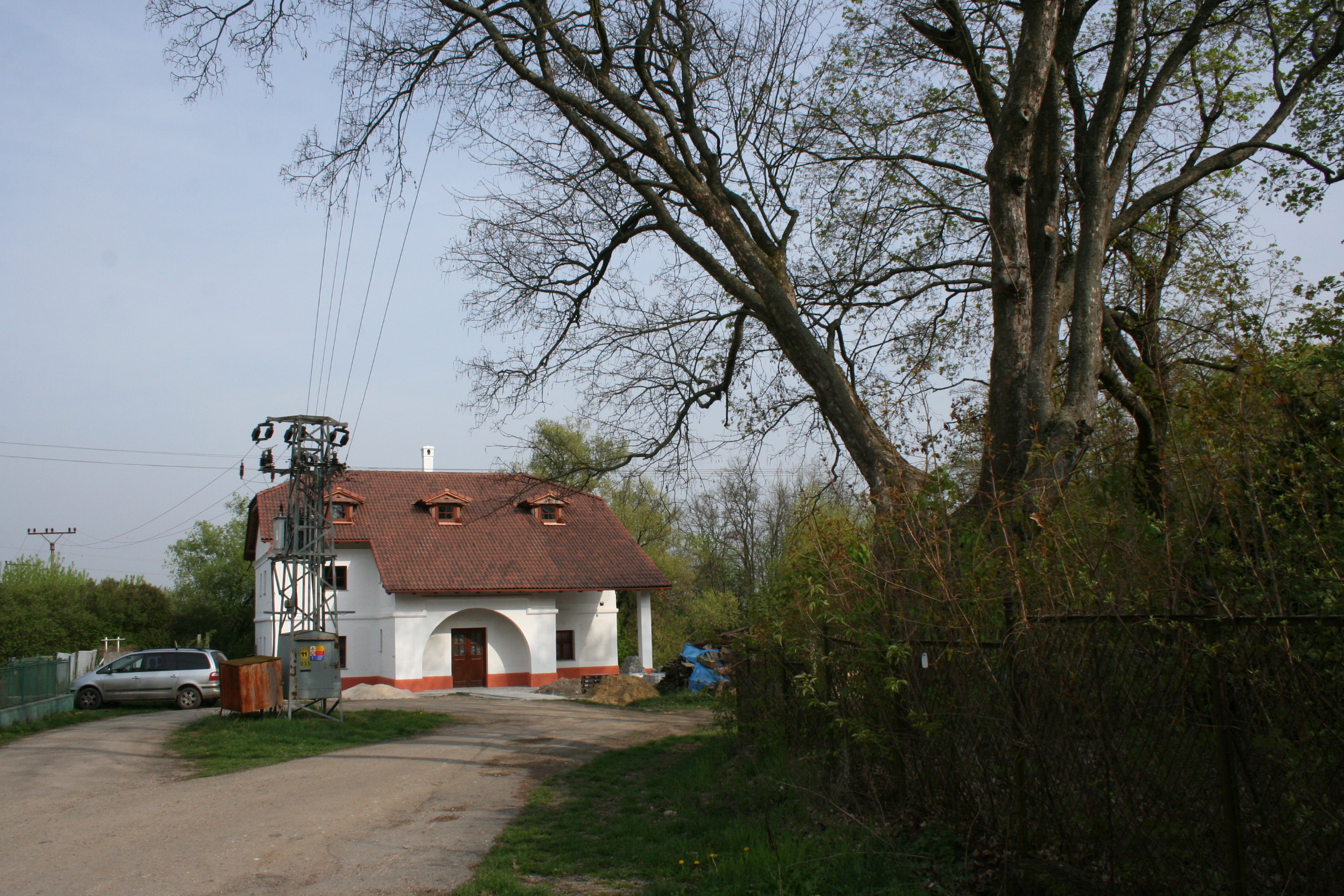
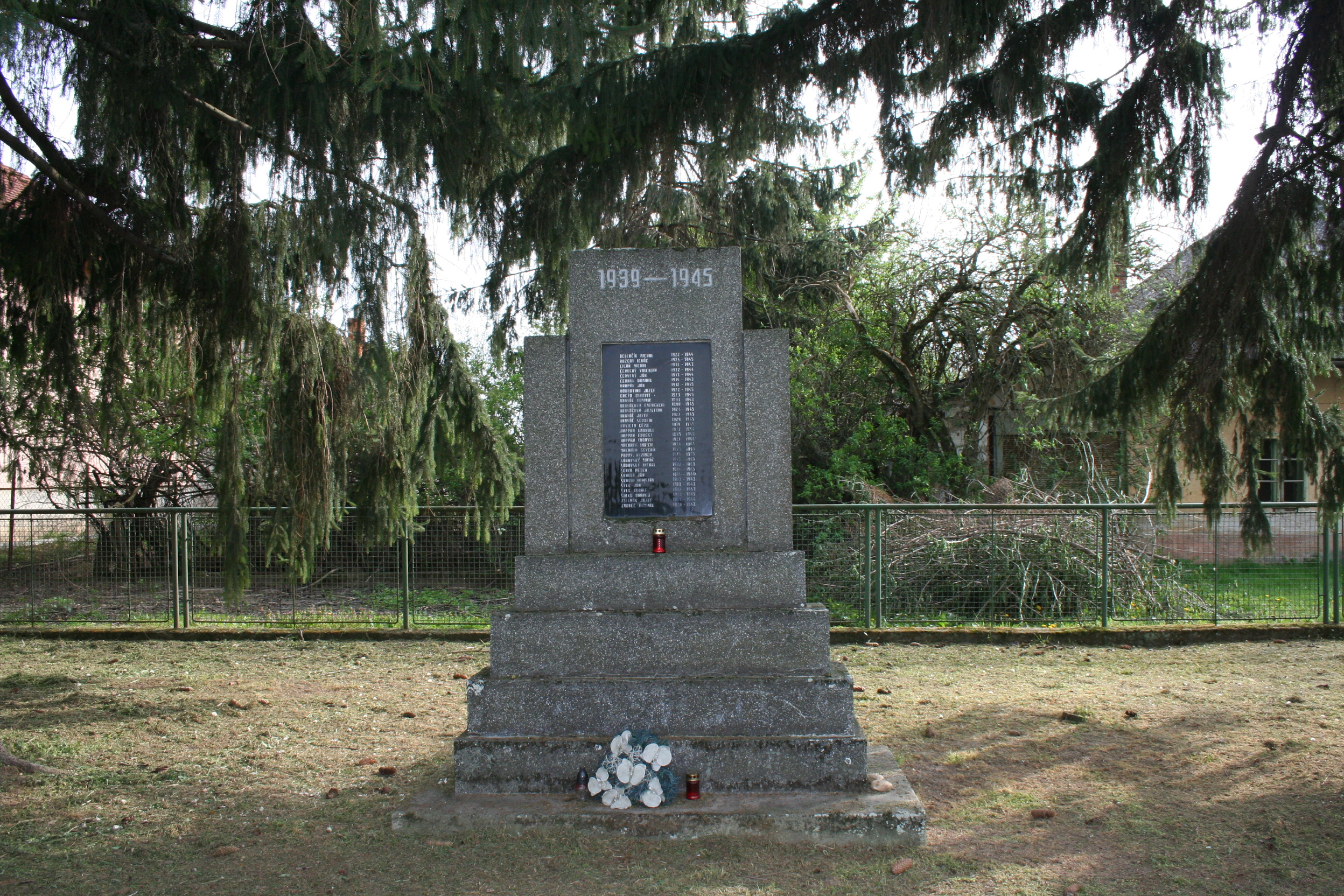
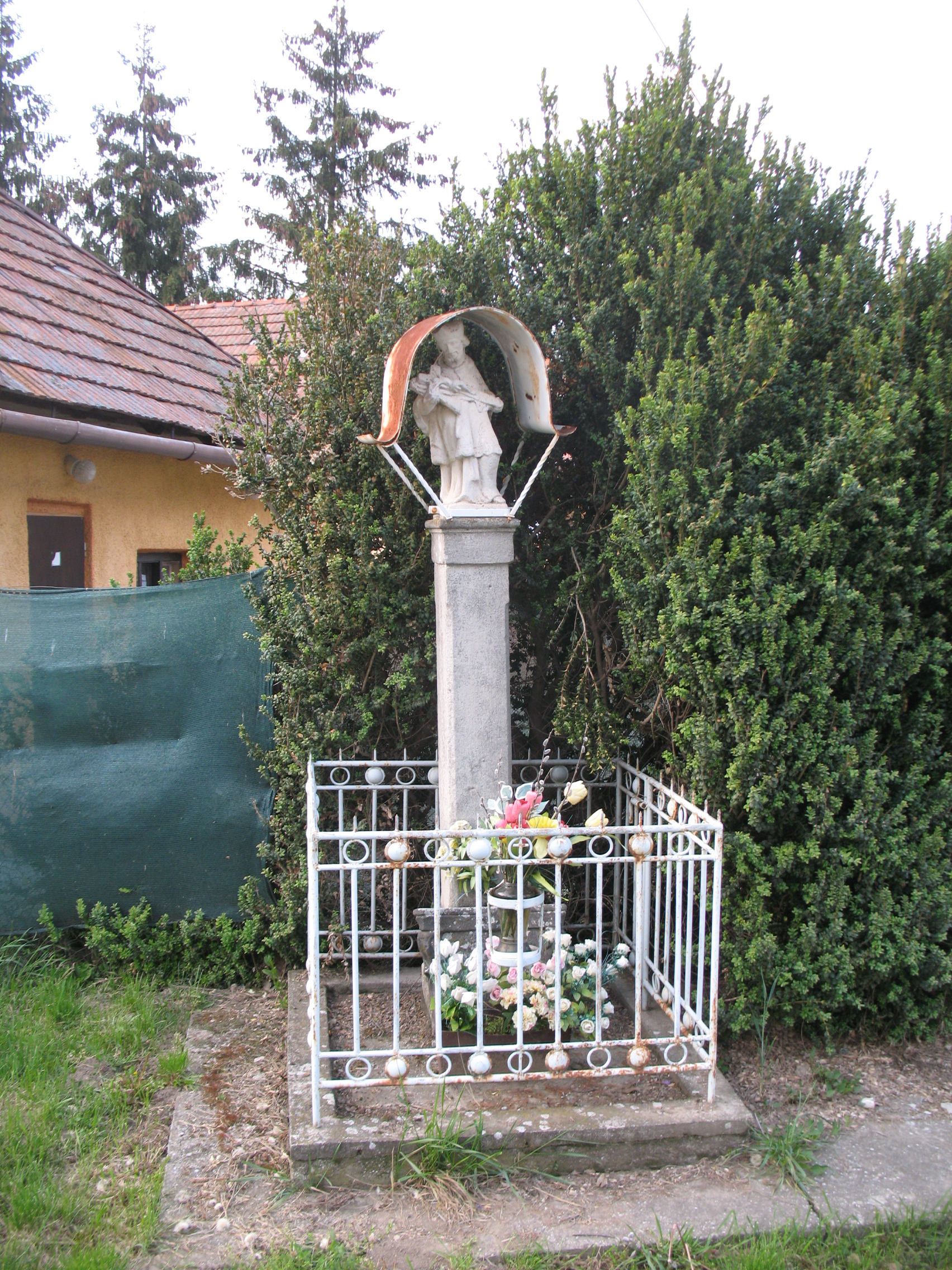
1778
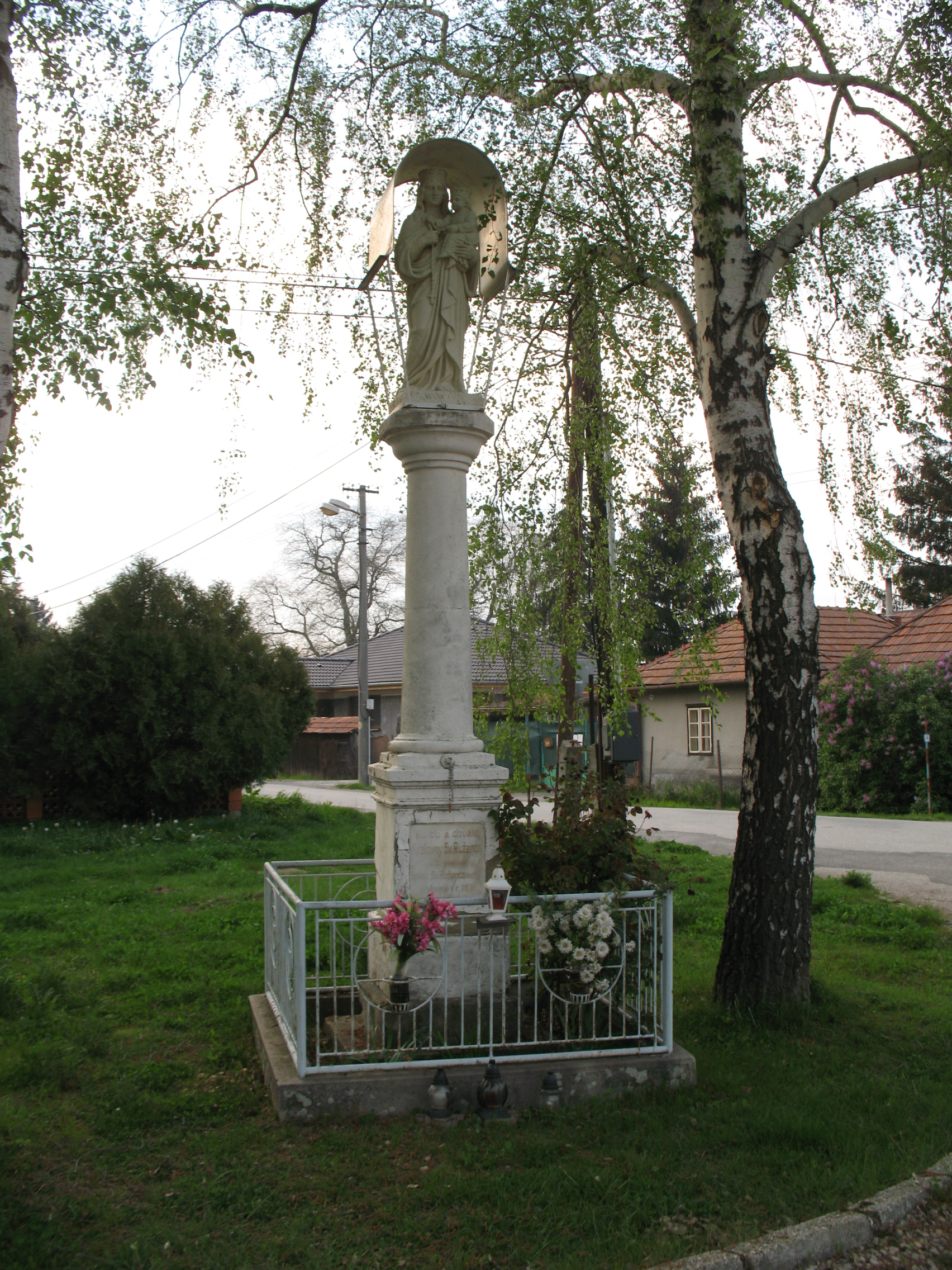
1908
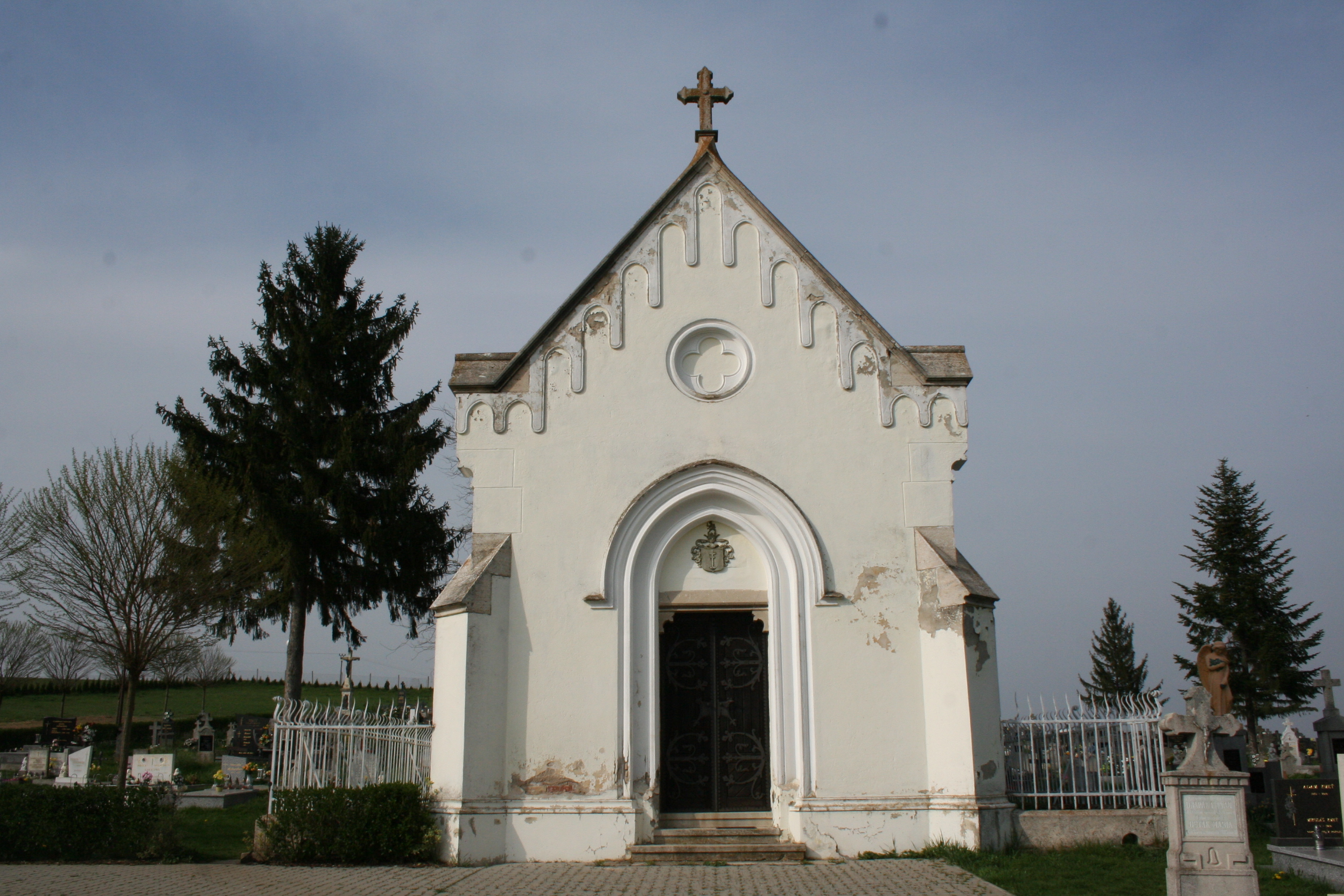
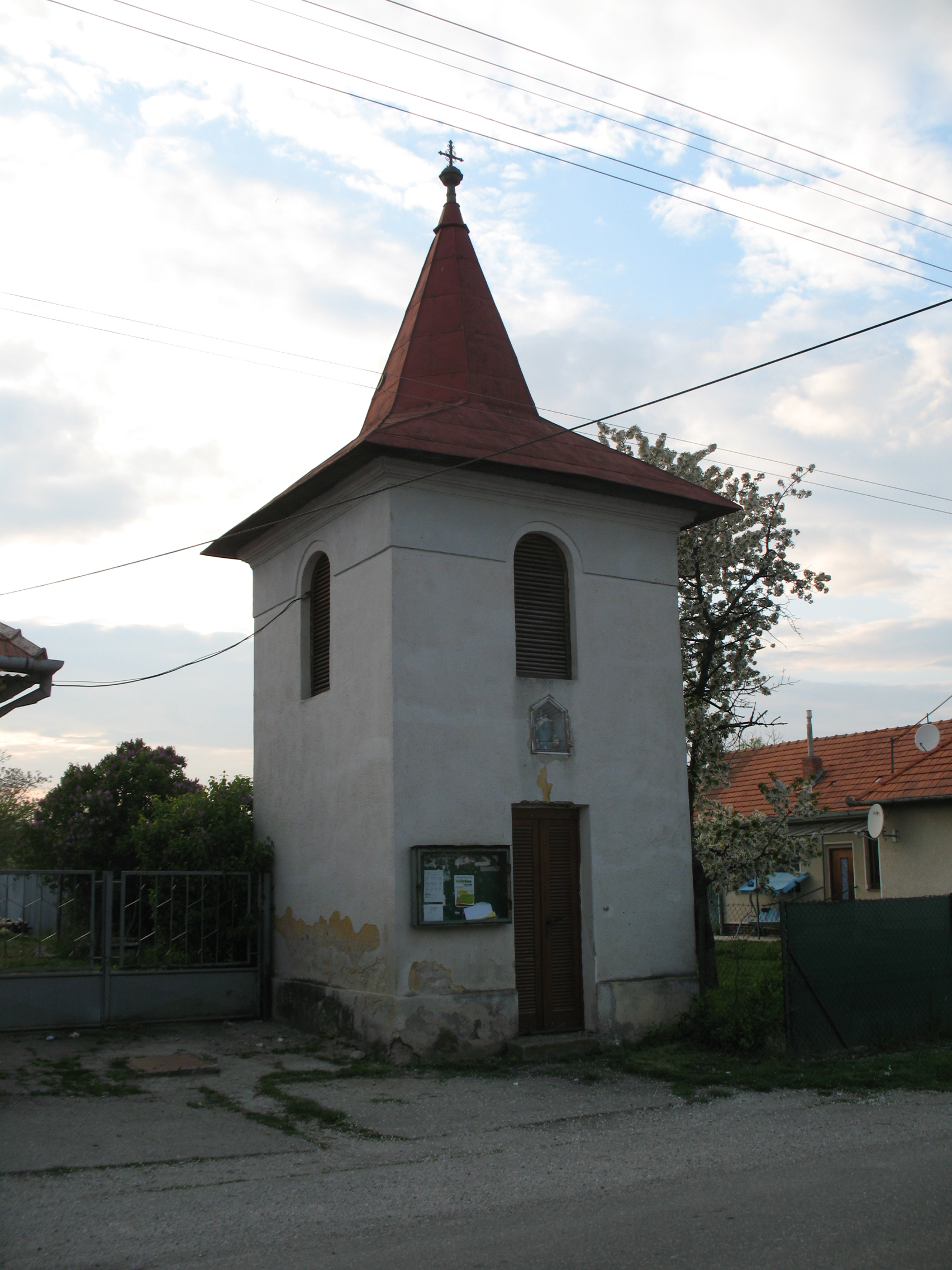
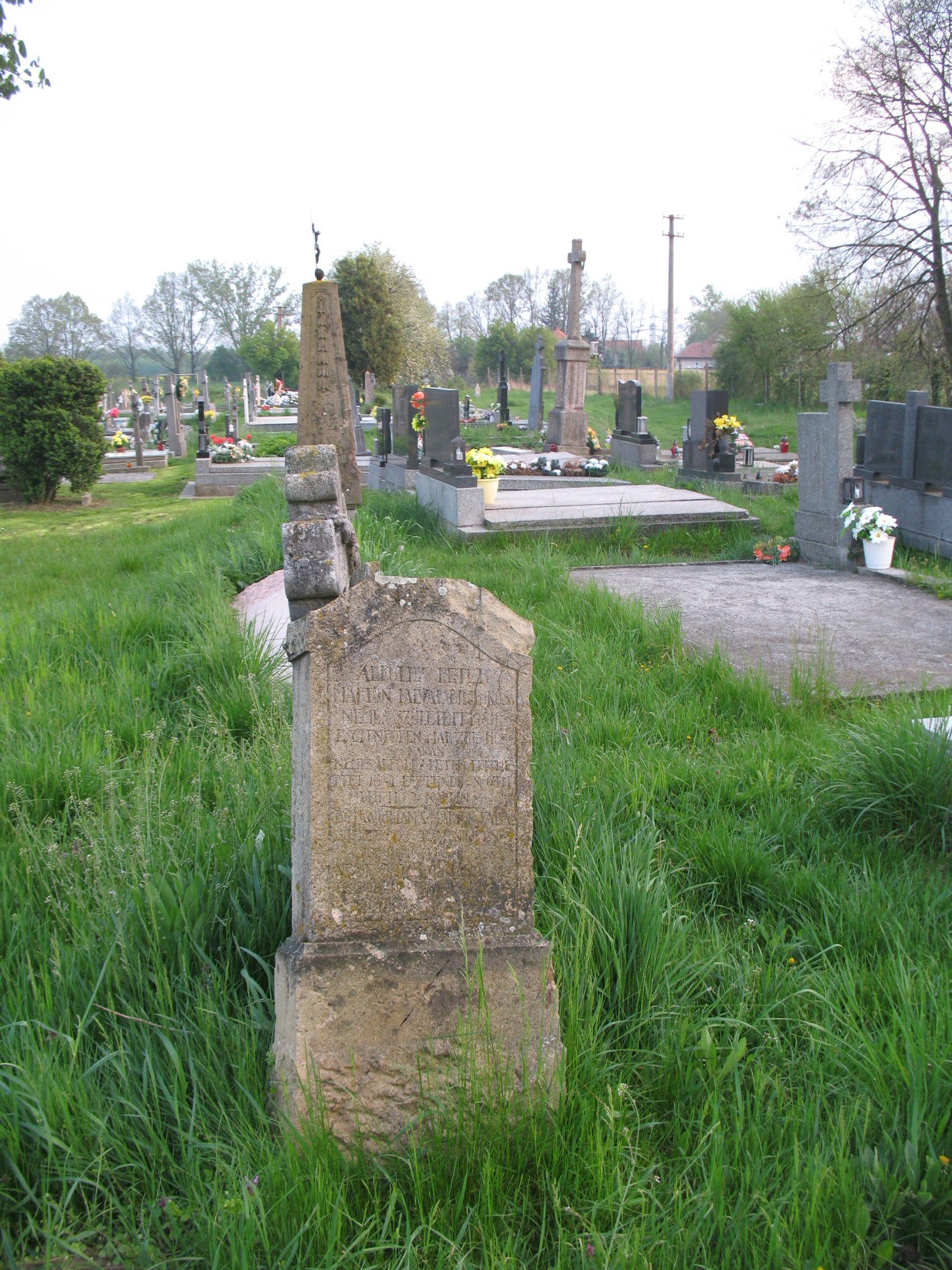
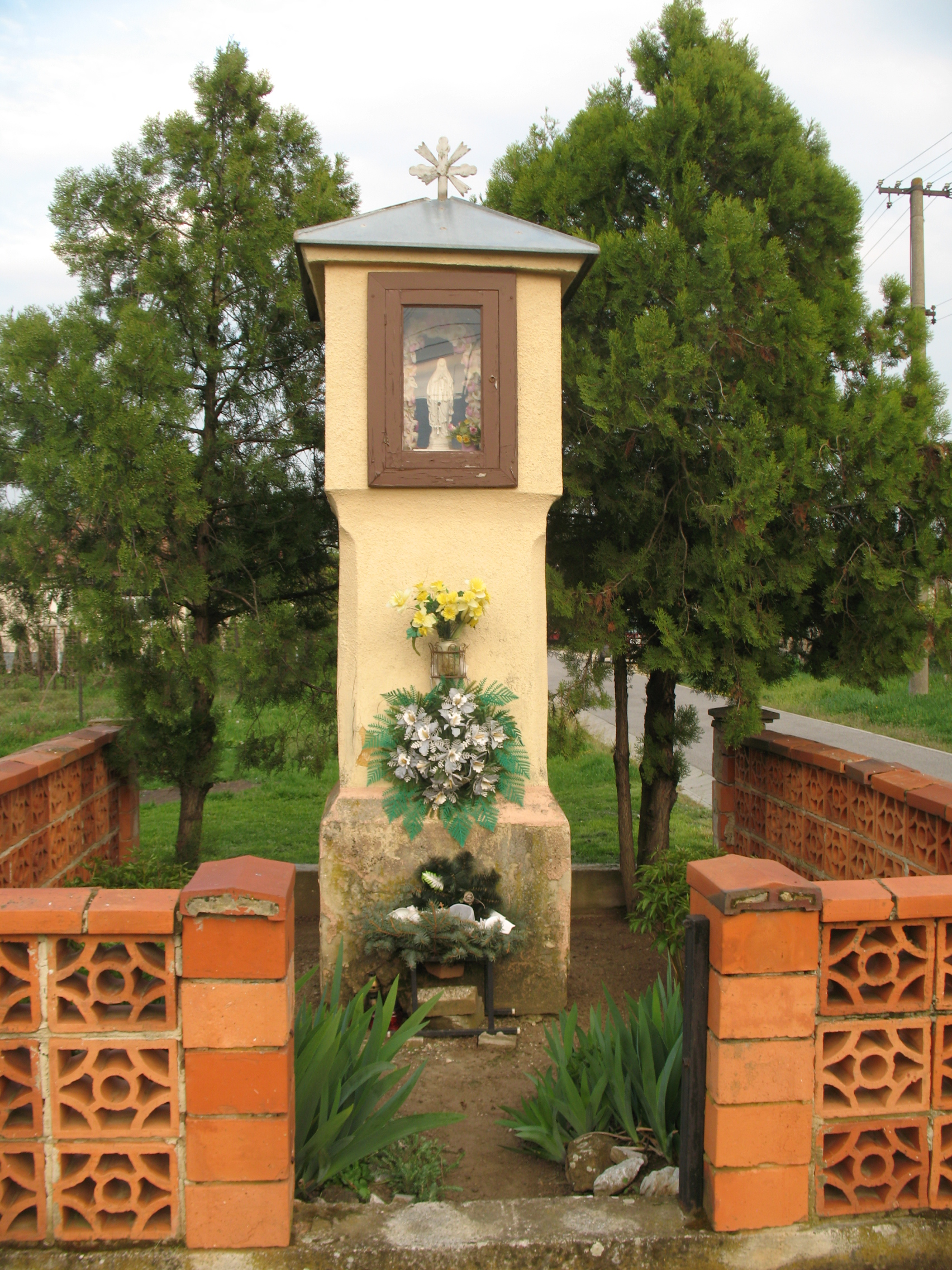
1878
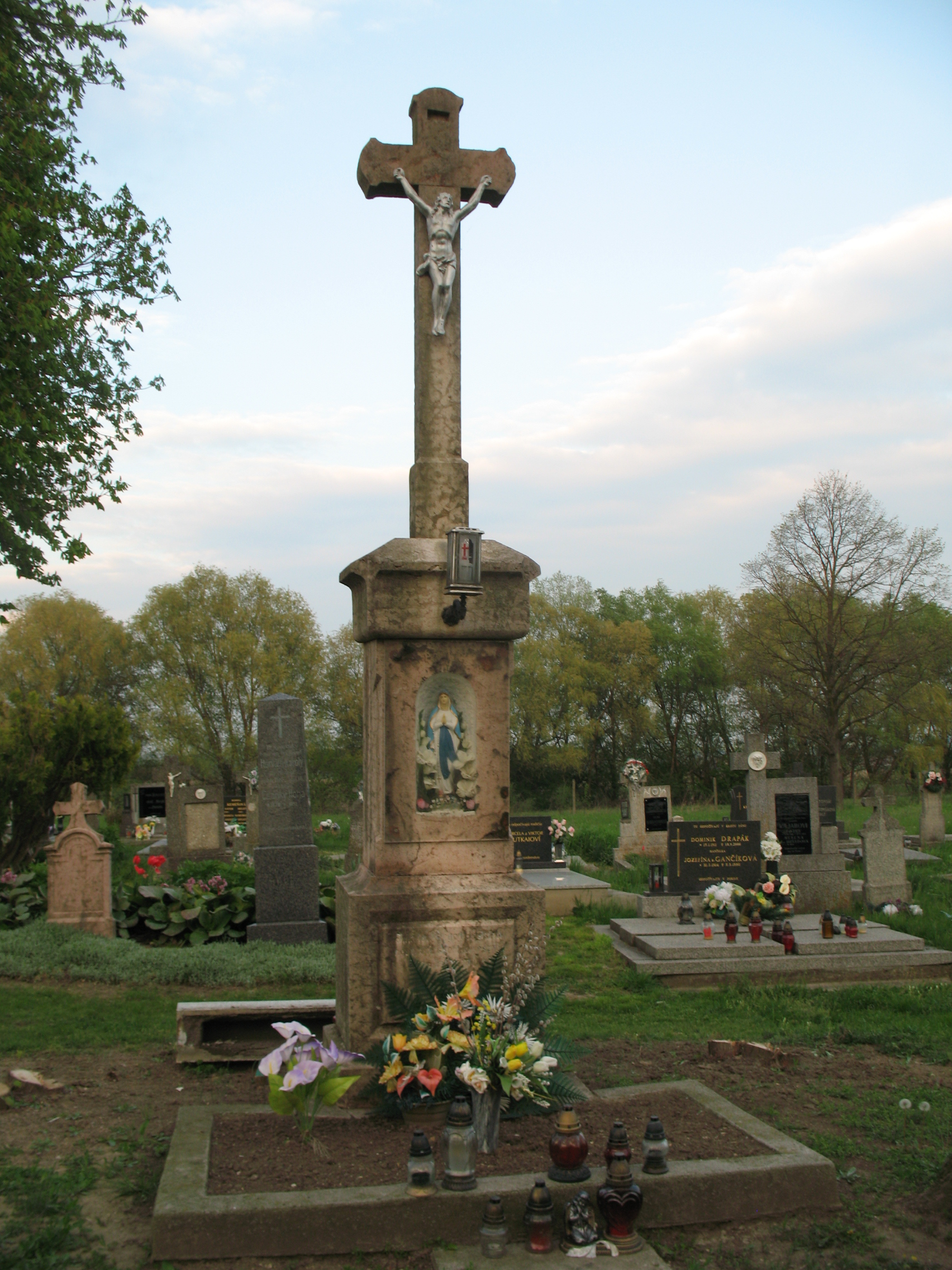
1910
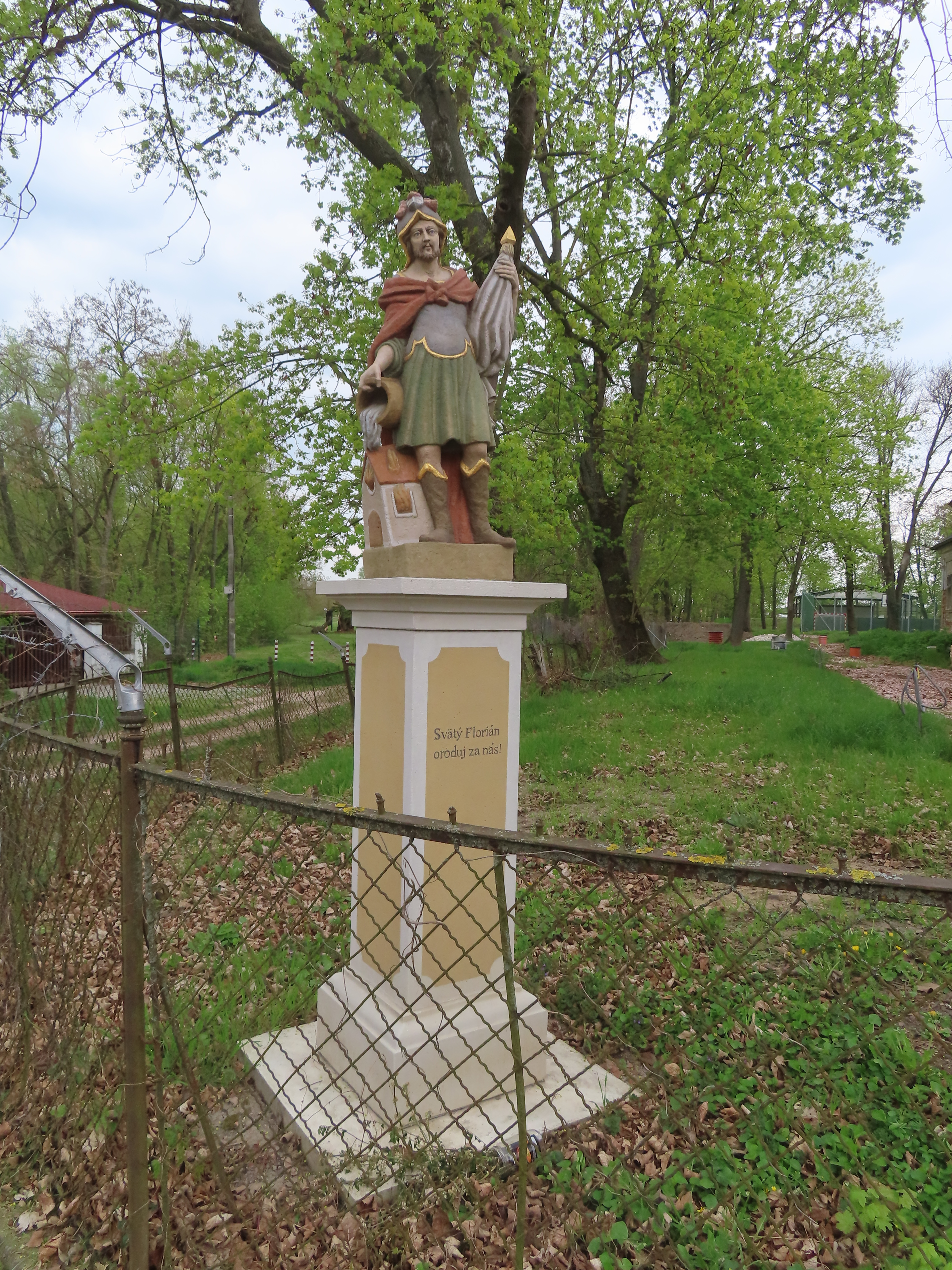

- Vajk római katolikus temploma 1763-ban épült késő barokk stílusban. 1911-ben bővítették.
- A vajki Boronkay-kastély a 18. század közepén épült, késő barokk stílusban.

## Külső hivatkozások
- E-obce.sk Archiválva 2008. szeptember 20-i dátummal a Wayback Machine-ben
- Községinfó
- Vajkmártonfalva Szlovákia térképén